# فرودگاه نیروی هوایی سلطنتی تیلینگ
فرودگاه نیروی هوایی سلطنتی تیلینگ (به انگلیسی: RAF Tealing) یک فرودگاه نظامی است که یک باند فرود بتن دارد و طول باند آن ۱۲۸۱ متر است. این فرودگاه در کشور اسکاتلند قرار دارد و در ارتفاع ۱۲۳ متری از سطح دریا واقع شده است.